# Lyddington
Lyddington est un village et une paroisse civile d'Angleterre situé dans le sud du Rutland.
C'est le site de Lyddington Bede House (en), reste du palais des évêques de Lincoln transformé en aumônerie et monument classé de Grade I depuis 1995. L'église paroissiale St Andrew est aussi depuis cette date un monument classé de Grade I.

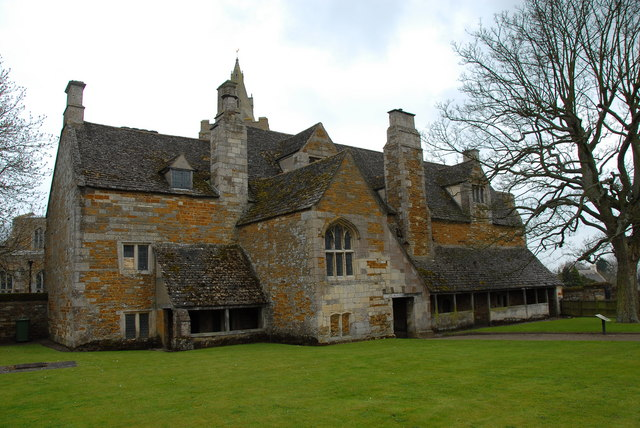
Lyddington Bede House.